# Scaptia albibarba
Scaptia albibarba är en tvåvingeart som först beskrevs av Schuurman Stekhoven 1926.  Scaptia albibarba ingår i släktet Scaptia och familjen bromsar. Inga underarter finns listade i Catalogue of Life.